# أماني غانم
أماني غانم مستشارة بالمعهد الألماني للآثار سابقًا وحاصلة على وسام جمهورية ألمانيا الاتحادية من الدرجة الأولى. وُلدت في 2 فبراير 1948 في القاهرة.
درست بالمدرسة الألمانية في منطقة باب اللوق في الفترة من 1954 وحتى 1966. ثم درست الأدب الألماني في جامعة القاهرة بين عامي 1967 و1970. لتلتحق بعدها للعمل في معهد الآثار الألماني بعد تخرجها بصفتها مترجمة وكاتبة إدارية. وهناك، لعبت دور الوسيط بين المعهد والسلطات المصرية، وشاركت في توطيد العلاقات بين البلدين لمدة أكثر من 40 عامًا. وتقديرًا لإنجازاتها، منحها الرئيس الألماني وسام الاستحقاق من جمهورية ألمانيا الاتحادية في مقر المعهد في 9 مارس 2015. وتُوفيت في 26 مارس 2016.